# Béla Meinberg
Béla Meinberg (* 1995) ist ein deutscher Jazzmusiker (Piano).

## Leben und Wirken
Meinberg, der aus Lüneburg stammt, in Bargteheide aufwuchs und 2012 sein erstes Solokonzert spielte,  studierte an der Hochschule für Musik und Theater Hamburg Jazzpiano. Zunächst Mitglied im Landesjugendjazzorchester Brandenburg gehörte er von 2016 bis 2018 zum Bundesjazzorchester (Cuban Fire). Mit dem Quartett von David Grabowski veröffentlichte er das Album Land in Sicht (2017) und trat bei Festivals wie Elbjazz, JazzBaltica, den Husumer Jazztagen oder dem Siena Jazz Festival auf. Mit Bassist Tilman Oberbeck und Schlagzeuger Jan-Phillip Meyer gründete er das Trio Meinberg/Meyer/Oberbeck, das mit Chris Cheek auf Tournee ging und 2018 ein Album veröffentlichte. Daneben spielte er mit Nathan Ott und Sandro Roy, Frank Delle, Cleo Steinberger und Erik Leuthäuser. Mit dem Michel Schroeder Ensemble veröffentlichte er 2021 das Album Bunt bei Laika Records. Zudem arbeitete er mit Musikern wie Billy Hart, Sebastian Gille, Seamus Blake, Matt Penman, Doug Weiss, John Stowell, Jiggs Whigham, Tobias Delius, Wolfgang Niedecken oder Jörg Achim Keller. Er ist weiterhin auf Aufnahmen vom Ensemble du Verre (Rooms) und Michael Villmow (Verley uns Frieden) zu hören.

## Preise und Auszeichnungen
Meinberg erhielt 2012 den Solistenpreis beim Landeswettbewerb Jugend jazzt. Er war Stipendiat der Oscar und Vera Ritter-Stiftung und Gewinner des ersten Steinway-Förderpreises für Jazzklavier-Solo. 2017 gewann er den dritten Platz beim (deutschlandweit ausgeschriebenen) Yamaha Jazz-Piano-Wettbewerb in Nürnberg; 2018 errang er mit dem David Grabowski Quartett beim „Jungen Münchener Jazzpreis“ den zweiten Preis.

## Diskographische Hinweise
- Meinberg/Meyer/Oberbeck feat. Chris Cheek The Hiker (Unit Records 2018)